# Tossal de la Morera
El Tossal de la Morera és una muntanya de 472 metres que es troba al municipi de Torà, a la comarca catalana del Solsonès.